# ミュージック・エア
ミュージック・エア（MUSIC AIR）は、株式会社アトス・インターナショナルが運営している音楽専門チャンネル。

## チャンネル概要
日本や海外のトップアーティストのライブコンサートを中心に、ロック、ジャズ、クラシックなど様々なジャンルの良質な音楽を放送している。
スカパー!プレミアムサービス（衛星一般放送事業者はスカパー・ブロードキャスティング → スカパー・エンターテイメント）、スカパー!（衛星基幹放送事業者はテレビ朝日系列のシーエス・ワンテン）、スカパー!プレミアムサービス光、一部のケーブルテレビで視聴可能である。

## 沿革
- 1989年7月29日 - 株式会社アトスコーポレーション（現アトス・インターナショナル）設立。
- 1997年9月 - パーフェクTV!（現：スカパー!プレミアムサービス）にて「ミュージック・エア・ネットワーク」放送開始。
- 1998年12月 - ディレクTVにて「ミュージック・エア・ネットワークgold」放送開始（2000年放送終了）。
- 2004年6月 - スカイパーフェクTV!110（現：スカパー!）にて「ミュージック・エア・ネットワーク」放送開始。
- 2006年4月1日 - 「大人の音楽専門TV◆ミュージック・エア」にチャンネル名を変更。
- 2011年11月1日 - 「ミュージック・エア」にチャンネル名を変更。
- 2012年
  - 4月 - 日本デジタル配信にてハイビジョン放送「ミュージック・エアHD」の放送を開始した。
  - 8月1日 - スカパー!e2にて衛星ネットワークをCS2→CS1（物理チャンネルND8）に変更し、チャンネル番号がCh.324からCh.326に変更した。Ch.324での放送は一旦終了した。
  - 9月1日 - スカパー!e2にて16:9の画角情報を付加し、フルサイズのSD放送を開始した。
  - 9月29日 - スカパー!プレミアムサービスにてハイビジョン放送を開始した。
  - 12月1日 - スカパー!プレミアムサービス標準画質（Ch.271）の放送事業者がスカパー・ブロードキャスティングに変更。
- 2013年6月30日 - スカパー!プレミアムサービス光にて標準画質放送が終了し、翌日より、ハイビジョン放送を開始した。
- 2014年5月31日 - スカパー!プレミアムサービスにて標準画質放送が終了し、ハイビジョン放送に完全移行した。
- 2016年12月1日 - スカパー!プレミアムサービスの衛星一般放送事業者がスカパー・ブロードキャスティングからスカパー・エンターテイメントに変更。
- 2018年8月28日 - スカパー!での物理チャンネルがCS1-ND8からCS2-ND6に、チャンネル番号がCh.326から元のCh.324に戻った。